# Thörey
Thörey is een dorp in de gemeente Amt Wachsenburg in de Ilm-Kreis in de Duitse deelstaat Thüringen. Thörey wordt voor het eerst genoemd in een oorkonde uit 948

## Geschiedenis
Op 24 januari 1974 ging Thörey op in de gemeente Ichtershausen, die op 1 januari 2013 opging in de gemeente Amt Wachsenburg.
Bechstedt-Wagd · Bittstädt · Eischleben · Haarhausen · Holzhausen · Ichtershausen · Kirchheim · Rehestädt · Rockhausen · Röhrensee · Sülzenbrücken · Thörey · Werningsleben